# Друга влада Петра Живковића
Друга влада Петра Живковића је била влада Краљевине Југославије од 3. септембра 1931. до 5. јануара 1932. године.

## Чланови владе
| Функција                                                     | Слика | Име и презиме          | Детаљи           |
| ------------------------------------------------------------ | ----- | ---------------------- | ---------------- |
| Председник Министарског савета и министар унутрашњих послова |       | Петар Р. Живковић      |                  |
| Министар иностраних послова                                  |       | Војислав Д. Маринковић |                  |
| Министар војске и морнарице                                  |       | Драгомир Ж. Стојановић |                  |
| Министар правде                                              |       | Драгутин С. Којић      |                  |
| Министар просвете                                            |       | Божидар Ж. Максимовић  |                  |
| Министар финансија                                           |       | Ђорђе Ђурић            | до 19. 11. 1931. |
| Министар финансија                                           |       | Милорад Ђорђевић       | од 19. 11. 1931. |
| Министар грађевина                                           |       | Алберт Крамер          |                  |
| Министар трговине и индустрије                               |       | Коста Кумануди         |                  |
| Министар пољопривреде                                        |       | Мирко Најдорфер        |                  |
| Министар шума и рудника                                      |       | Станко Шибеник         |                  |
| Министар социјалне политике и народног здравља               |       | Марко Костренчић       |                  |
| Министар саобраћаја                                          |       | Лазар Радивојевић      |                  |
| Министар при Председништву Министарског савета               |       | Милан Сршкић           | до 3. 1. 1932.   |
| Министар без портфеља                                        |       | Никола Т. Узуновић     |                  |
| Министар без портфеља                                        |       | Коста Л. Тимотијевић   |                  |
| Министар без портфеља                                        |       | Андра Станић           |                  |
| Министар без портфеља                                        |       | Иван Палачек           |                  |
| Министар без портфеља                                        |       | Иван Пуцељ             |                  |
| Министар без портфеља                                        |       | Станко Шврљуга         |                  |
| Министар без портфеља                                        |       | Никола Прека           |                  |
| Министар без портфеља                                        |       | Павао Матица           |                  |
| Министар без портфеља                                        |       | Авдо Хасанбеговић      |                  |